# Рибер
Рибер (њем. Rüber) општина је у њемачкој савезној држави Рајна-Палатинат. Једно је од 86 општинских средишта округа Мајен-Кобленц. Према процјени из 2010. у општини је живјело 852 становника. Посједује регионалну шифру (AGS) 7137095.

## Географски и демографски подаци
Рибер се налази у савезној држави Рајна-Палатинат у округу Мајен-Кобленц. Општина се налази на надморској висини од 160 метара. Површина општине износи 5,6 km². У самом мјесту је, према процјени из 2010. године, живјело 852 становника. Просјечна густина становништва износи 152 становника/km².